# Трубин, Николай Семёнович
Никола́й Семёнович Тру́бин (род. 23 сентября 1931, с. Бурдыгино, Сорочинский район, Оренбургская область, РСФСР, СССР) — советский государственный деятель, кандидат юридических наук, доцент, последний Генеральный прокурор СССР.

## Биография
- 1953 год — окончил Свердловский юридический институт.
- 1953—1960 годы — помощник прокурора Печорского исправительно-трудового лагеря Коми АССР, прокурор Усть-Цилемского района Коми АССР.
- 1960—1972 годы — следователь прокуратуры, прокурор Новотитаровского района Краснодарского края, старший помощник прокурора Краснодарского края по кадрам, начальник следственного отдела прокуратуры Краснодарского края.
- 1972—1975 годы — прокурор отдела по надзору за следствием и дознанием в органах МВД Прокуратуры СССР, заместитель начальника отдела.
- с июля 1975 года по январь 1978 года — заместитель начальника следственного управления Прокуратуры СССР — помощник Генерального прокурора СССР, одновременно советник Генерального прокурора Республики Куба (1976—1978 годы).
- В 1978 году участвовал в расследовании геноцида (Ханой (Вьетнам) и Пном-Пень (Камбоджа)).
- С января 1978 года — заместитель прокурора РСФСР.
- С июня 1987 года — первый заместитель прокурора РСФСР.
- с мая 1990 года — прокурор РСФСР.
- С декабря 1990 года по август 1991 года — Генеральный прокурор СССР[1]. 29 августа из-за событий, связанных с выступлением ГКЧП, Верховный Совет СССР отправил Трубина в отставку с поста генпрокурора[2], поручив ему продолжить исполнение обязанностей до решения Съезда народных депутатов СССР[3], который до распада СССР так и не рассмотрел вопрос о новом генеральном прокуроре.
- С августа 1991 по январь 1992 года — и. о. Генерального прокурора СССР. 4 ноября 1991 года начальник управления по надзору за исполнением законов о государственной безопасности генеральной прокуратуры СССР Виктор Илюхин возбудил против президента М. С. Горбачёва уголовное дело по статье 64 Уголовного Кодекса РСФСР (Измена Родине) в связи с подписанием постановлений Госсовета СССР от 6 сентября 1991 года о признании независимости Латвии, Литвы и Эстонии; Трубин закрыл это дело[4][5] (через два дня В. Илюхин был уволен из органов прокуратуры).

17 сентября 1991 закрыл уголовное дело в отношении диссидента А. И. Солженицына, отменив Постановление Генпрокуратуры СССР от 14.02.1974 года, направив Солженицыну телеграмму.
В 1992—2005 годах — начальник управления правовой работы корпорация «Росагропромстрой».
Работал советником генерального директора по правовым вопросам ОСАО «Ингосстрах», входил в состав учредителей ООО «Центрагромпромстрой». Председатель региональной общественной организации «Ветераны Генеральной прокуратуры РФ».
Член научно-консультативного совета Генеральной прокуратуры Российской Федерации. В мае и ноябре 2018 года провёл научную встречу в Университете прокуратуры Российской Федерации.
По состоянию на 2024 год последний живущий Генеральный прокурор СССР.
В преддверии 300-летия со дня образования российской прокуратуры по инициативе прокуратуры Оренбургской области 1 декабря 2021 года состоялось торжественное собрание и открытие памятной доски в честь присвоения Гамалеевской средней общеобразовательной школе № 2 (Сорочинский район Оренбургской области), в которой учился Николай Семенович Трубин, его имени. В качестве почетного гостя на мероприятие была приглашена сестра Николая Семеновича — Бушина Нина Семеновна.

## Звания и награды
- Заслуженный работник Прокуратуры Российской Федерации (9 января 2012) — за заслуги в укреплении законности и правопорядка, многолетнюю добросовестную службу[10]
- Действительный государственный советник юстиции (1991 год)[11]
- Орден Трудового Красного Знамени (июль 1986 года)
- Орден «Знак Почёта» (май 1981 года)
- Юбилейная медаль «За доблестный труд. В ознаменование 100-летия со дня рождения Владимира Ильича Ленина» (1970 год)
- Заслуженный юрист РСФСР (16 апреля 1990 года) — за заслуги в деле укрепления социалистической законности и многолетнюю добросовестную работу
- Почётный работник прокуратуры.
- Медали
- Гамалеевская средняя общеобразовательная школа № 2 им. Н. С. Трубина (2021)[9].